# لويس دونبار
لويس دونبار (بالإنجليزية: Louis Dunbar)‏ هو مدرب كرة سلة أمريكي، ولد في 8 أبريل 1953 في هيوستن في الولايات المتحدة.

## وصلات خارجية
- لويس دونبار على موقع IMDb (الإنجليزية)
- لويس دونبار على موقع قاعدة بيانات الفيلم (الإنجليزية)